# Actinidia arguta
Actinidia arguta là một loài thực vật có hoa trong họ Dương đào. Loài này được (Siebold & Zucc.) Planch. ex Miq. mô tả khoa học đầu tiên năm 1867.

## Hình ảnh

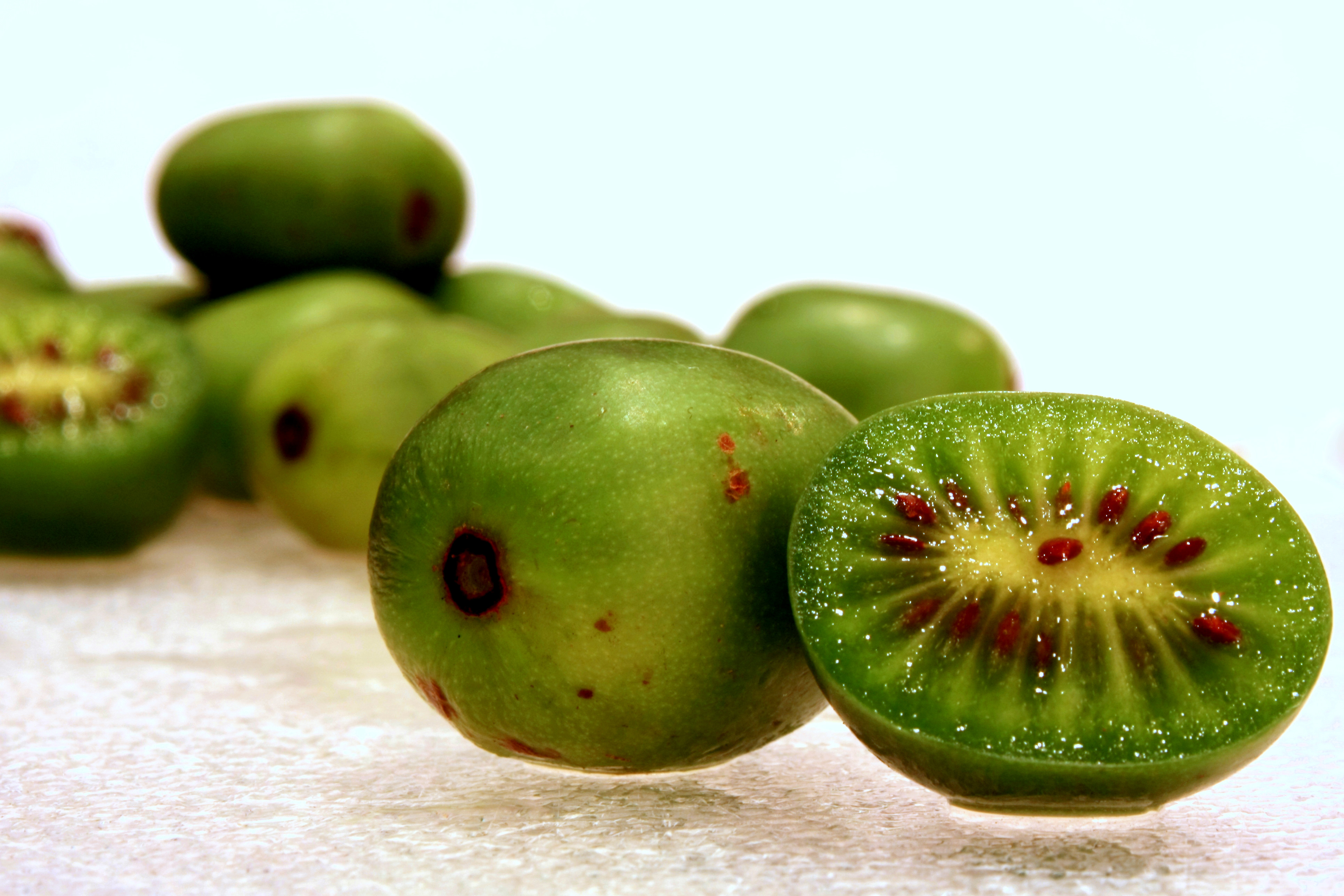
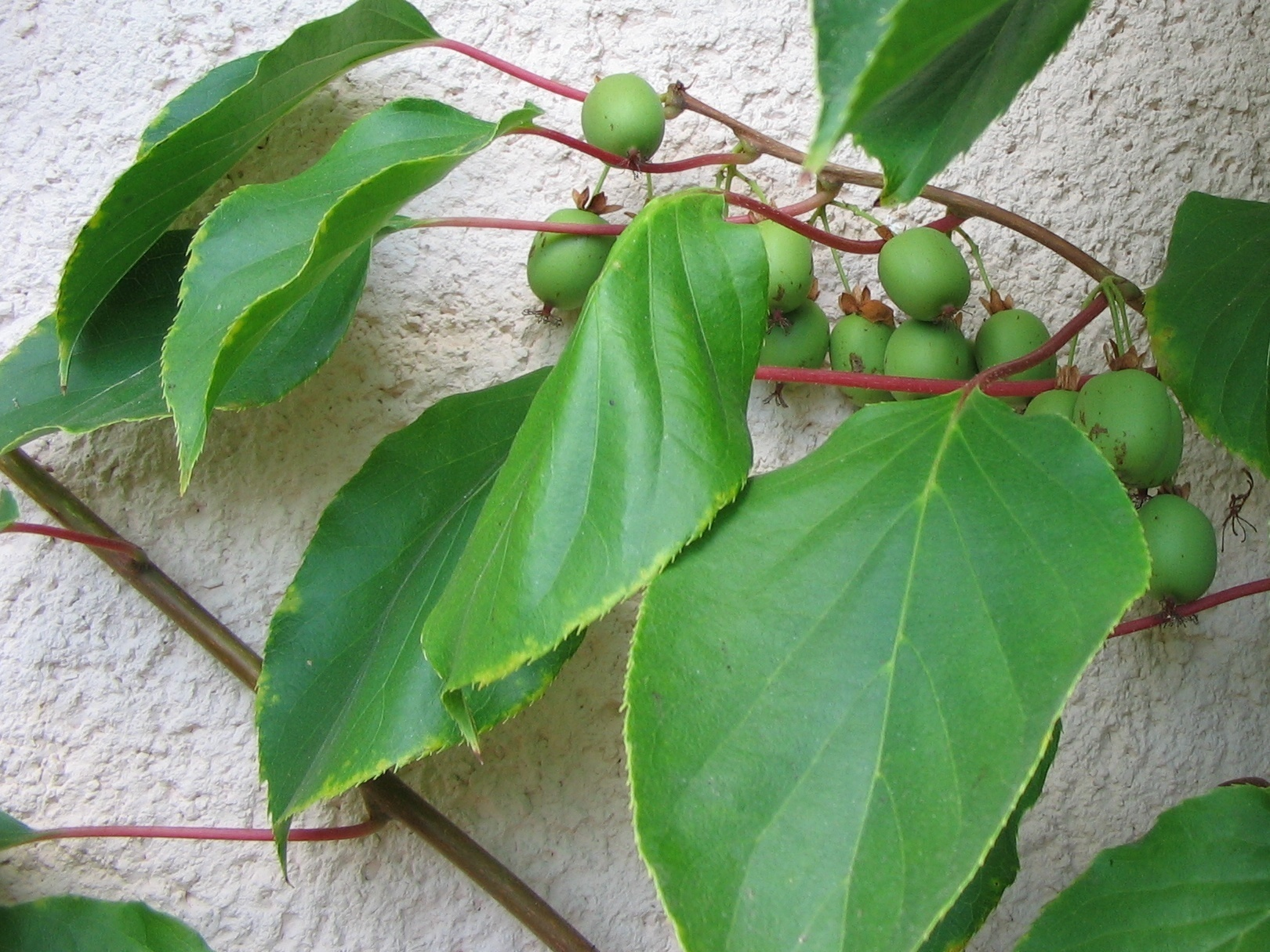
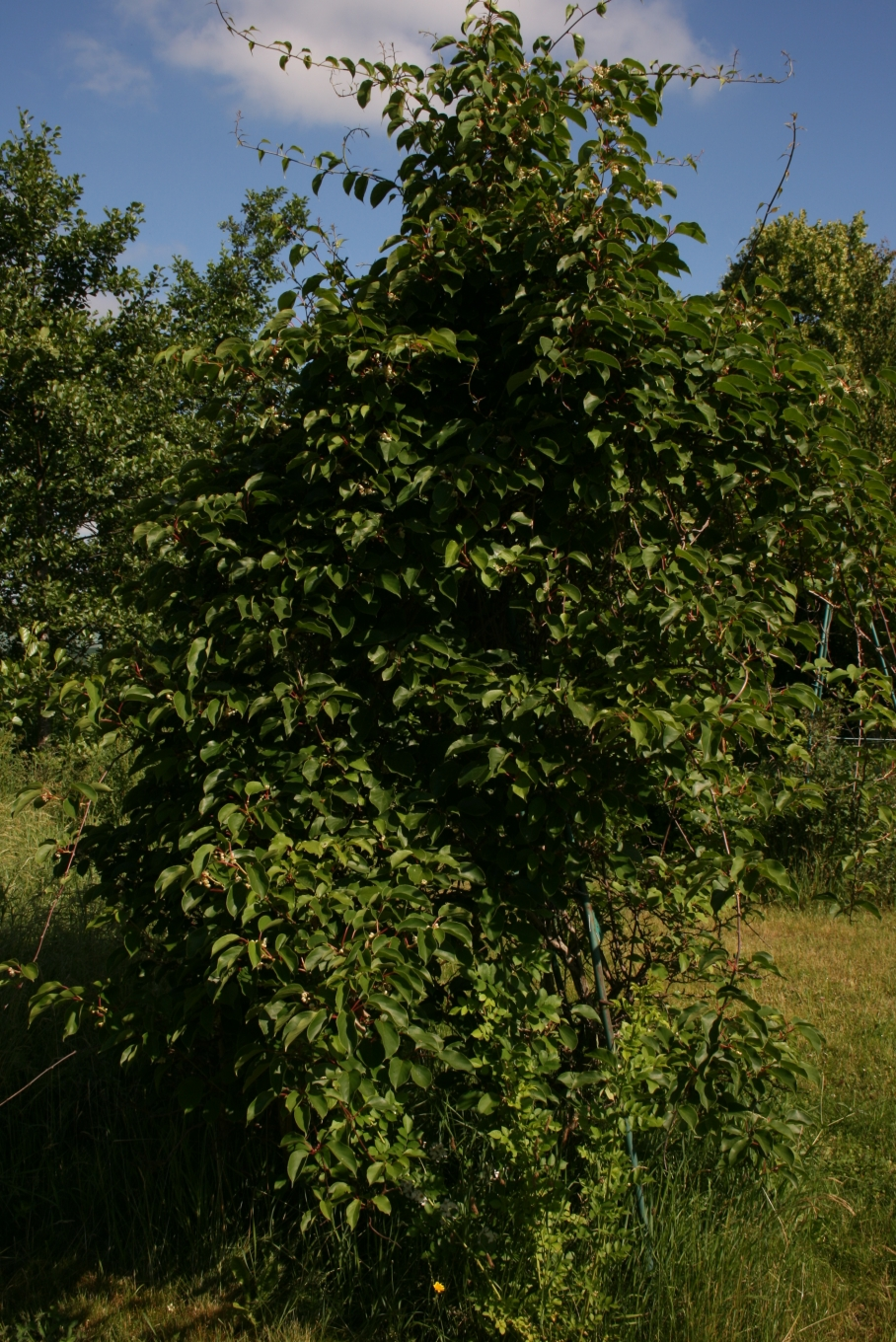
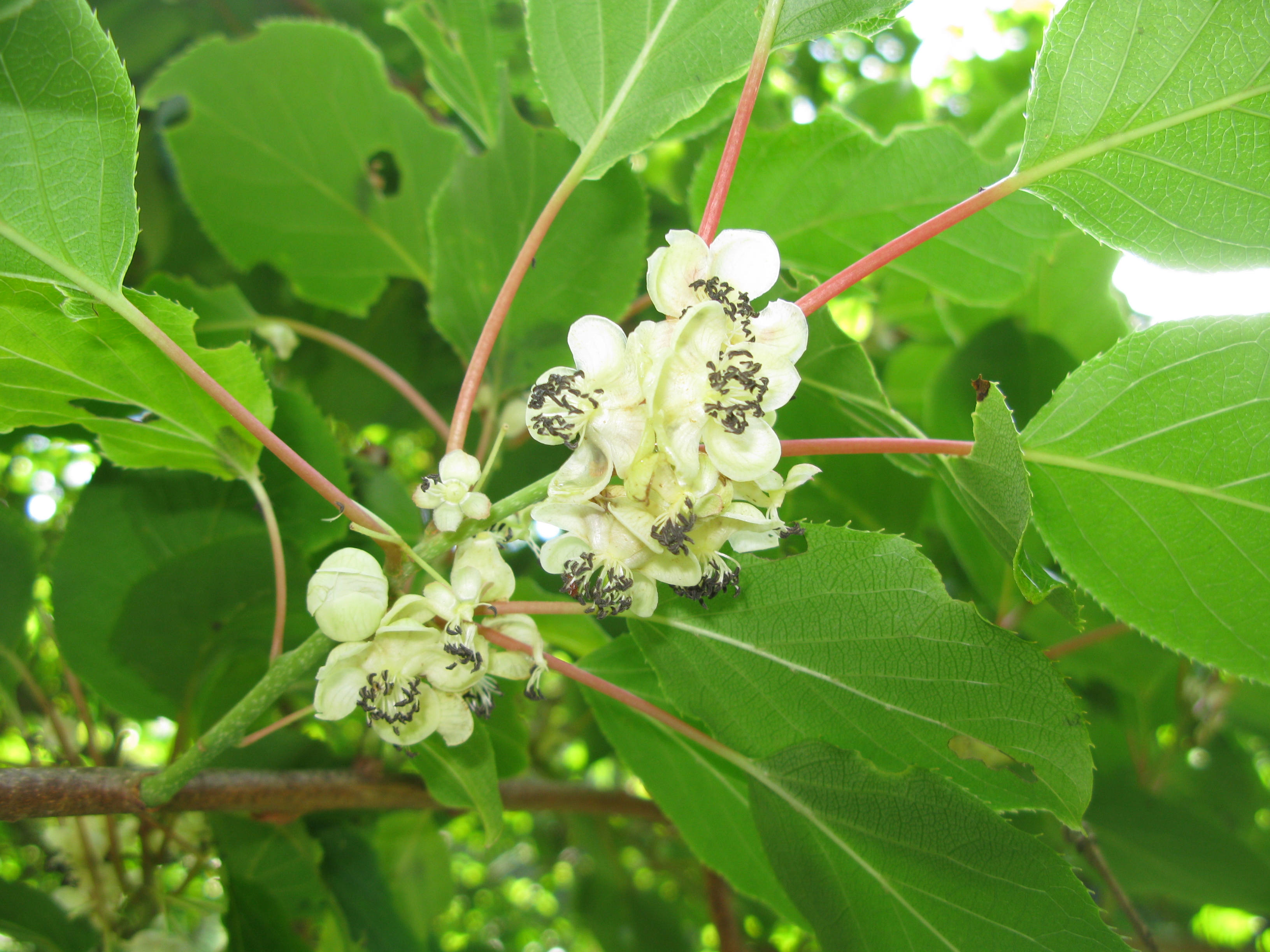